# 1988 EA2
1988 EA2 är en asteroid i huvudbältet som upptäcktes den 13 mars 1988 av den danska astronomen Poul Jensen vid Brorfelde-observatoriet.